# Tineke Postma

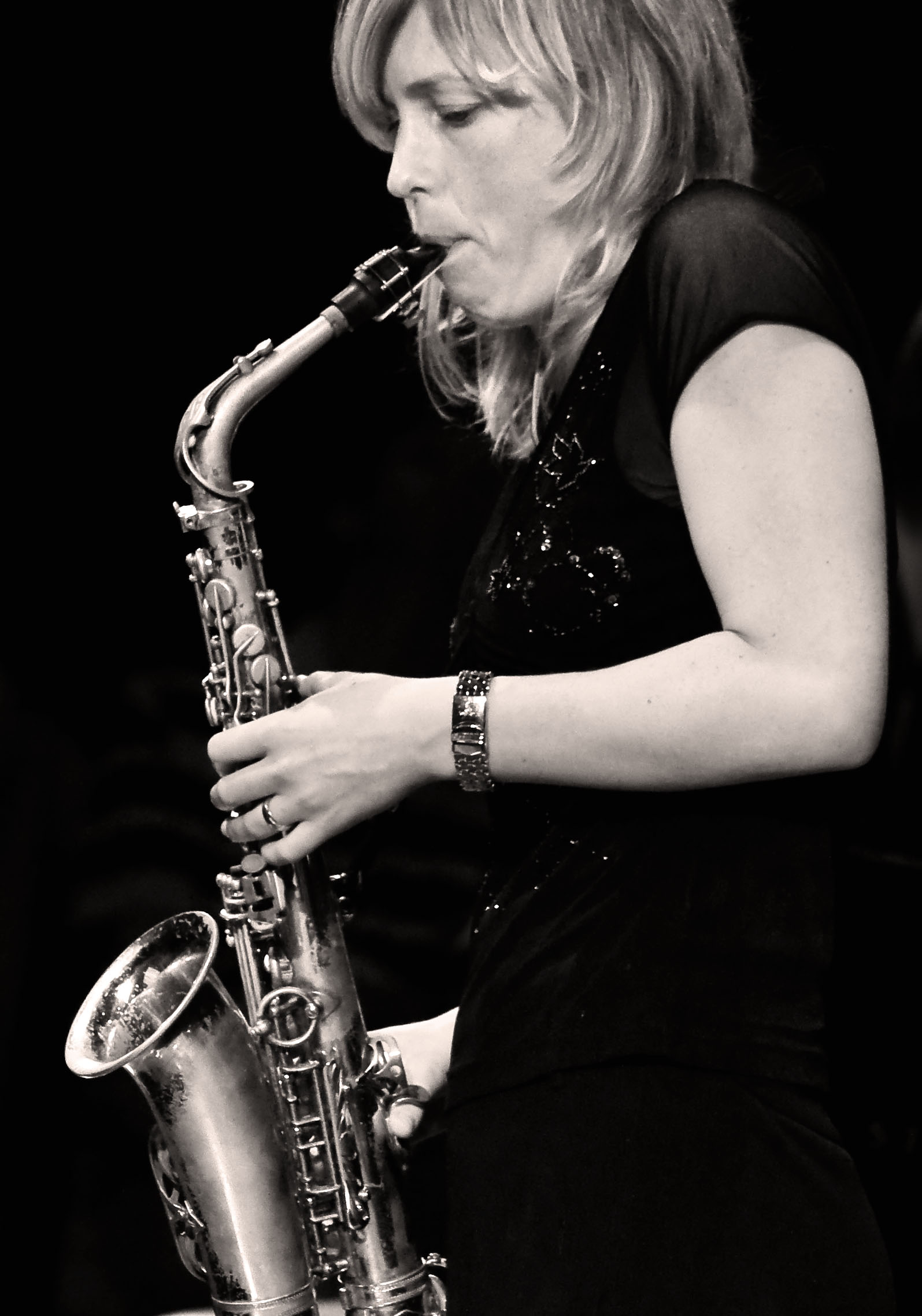
Tineke Postma

Tineke Postma (* 31. August 1978 in Heerenveen) ist eine niederländische Jazzmusikerin (Sopran- und Altsaxophon, Komposition).

## Leben und Wirken
Postma begann im Alter von elf Jahren mit dem Saxofonspiel; bereits 1992 stand sie mit Candy Dulfer auf der Bühne; dann spielte sie in der Big Band Friesland. Von 1996 bis 2003 studierte sie am Conservatorium van Amsterdam und auch an der Manhattan School of Music in New York, u. a. bei David Liebman, Dick Oatts und Chris Potter. Zu ihren Vorbildern zählen Wayne Shorter, Cannonball Adderley und auch John Coltrane. Bereits 2003 trat sie auf dem Mary Lou Williams Jazz Festival in Washington, dem North Sea Jazz Festival, dem Jazzfestival in Vienne und Umbria Jazz und mit Fleurine auf. 2013 arbeitete sie in Quartettbesetzung mit Greg Osby, Linda Oh und Dan Weiss.
Ihre Alben For the Rhythm, A Journey that Matters und The Traveller wurden von der Kritik in Down Beat, Rolling Stone oder Jazzthetik gut aufgenommen. Die Eigenkompositionen Postmas „zeugen von sprudelndem musikalischen Ideenreichtum, der genährt wird von einer Liebe zu den Heroen des Genres“.
Seit 2005 ist sie als Dozentin am Amsterdamer Konservatorium tätig.

## Preise und Auszeichnungen
Postma erhielt nach dem ersten Singer Laren Jazz Award (2002) im Jahr 2003 den Sisters in Jazz All Star Award sowie 2004 den Heijmans Award des Amersfoort Jazzfestivals. 2006 wurde sie mit dem MIDEM International Jazz Revelation of the Year Award ausgezeichnet, 2009 mit dem Antibes de Jazz Juan Revelations Award 2009 von Jazz à Juan. 2015 erhielt sie den Boy-Edgar-Preis, die angesehenste niederländische Auszeichnung für Jazz und improvisierte Musik.

## Diskografische Hinweise
- First Avenue (2003)
- For the Rhythm feat. Terri Lyne Carrington (2005)
- A Journey that Matters feat. Terri Lyne Carrington (2007)
- The Traveller (2009, mit Geri Allen, Scott Colley, Terri Lyne Carrington)
- The Dawn of Light (Challenge 2011, mit Marc van Roon, Frans van der Hoeven, Martijn Vink sowie Esperanza Spalding)
- Freya (Edition Records, 2020), mit Ralph Alessi, Kris Davis, Matt Brewer, Dan Weiss